# Hanna Smoktunowicz
Hanna Smoktunowicz, all'anagrafe Hanna Kedaj (Varsavia, 13 maggio 1970), è una giornalista televisiva polacca, molto popolare nel suo Paese.
Ha cominciato la sua carriera nelle Televisione Nazionale Polacca ed nel 2005 è passata alla televisione commerciale Polsat, dove cura un proprio programma d'informazione.

## Carriera
- Nel 1977 ha rappresentato la Polonia allo Zecchino d'Oro con la canzone Rapa-rapanello (Rzepka) e poi con il Piccolo Coro dell'Antoniano ha portato questa canzone in Vaticano per cantarla davanti al Papa Giovanni Paolo II.
- Nel 2002 è apparsa nel film polacco Rób swoje ryzyko jest twoje
- Nel 2004 ha condotto il programma televisivo Wydarzenia sul canale TV channel - Polsat